# Volker Hadwich

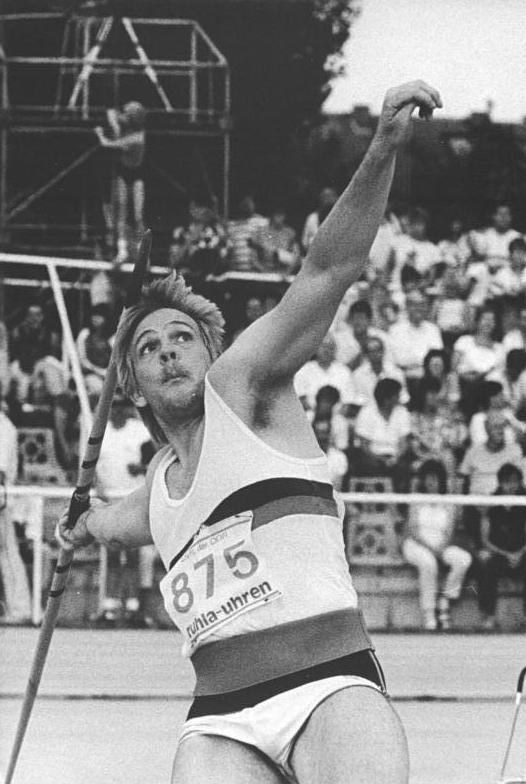
Volker Hadwich wird DDR-Meister 1989

Volker Hadwich (* 23. September 1964 in Magdeburg) ist ein ehemaliger Leichtathlet, der bis 1990 in der DDR antrat, er wurde sowohl in der DDR als auch nach der Wende in der wiedervereinigten Bundesrepublik Deutschland Meister im Speerwurf.
Volker Hadwich belegte bei den DDR-Meisterschaften 1985 mit 80,92 m den dritten Platz hinter Uwe Hohn und Klaus-Jürgen Murawa. Mit dem ab 1986 verwendeten neuen Speer kam Hadwich auf Anhieb auf 81,02 m. 1987 belegte Hadwich mit 78,82 m den dritten Platz bei der Universiade. Nach Platz sechs bei den DDR-Meisterschaften 1988 gewann Volker Hadwich 1989 den DDR-Meistertitel mit 84,06 m. Am 6. September 1989 warf er den Speer in Macerata auf 84,84 m und stellte den letzten DDR-Rekord im Speerwurf auf, er übertraf die vorherige Bestweite von Silvio Warsönke um 70 Zentimeter. Die Saison 1990 verpasste Volker Hadwich wegen einer Verletzung.
Bei den ersten gesamtdeutschen Meisterschaften nach der Wende gewann mit Klaus Tafelmeier ein Werfer aus dem Westen vor Volker Hadwich und Raymond Hecht, den letzten beiden Meistern der DDR. Hadwich kam auf 81,20 m, wurde aber nicht für die Weltmeisterschaften in Tokio nominiert. Neben Tafelmeier und Hecht fuhr Peter Blank nach Japan und platzierte sich mit Rang 11 besser als die beiden anderen Deutschen. 1992 gewann Hadwich mit 82,26 m bei den deutschen Meisterschaften vor Stefan König. Das Deutsche NOK nominierte Volker Hadwich als einzigen deutschen Speerwerfer für die Olympischen Spiele 1992 in Barcelona. Mit 81,10 m gelang ihm in der Qualifikation die drittbeste Weite aller Werfer, eine Weite, die im Finale zum fünften Platz gereicht hätte. Im Qualifikationswurf verletzte sich der Speerwerfer jedoch an der Schulter. Die Leistung der Qualifikation konnte er so nicht mehr aufbringen. Mit 75,28 m belegte er den zwölften Platz im Vorkampf und schied nach drei Versuchen aus.
Volker Hadwich trat für den SC Magdeburg an. Bei einer Körpergröße von 1,96 m betrug sein Wettkampfgewicht 103 kg.